# Heth hamatus
Heth hamatus är en rundmaskart som beskrevs av James Bowie 1986. Heth hamatus ingår i släktet Heth och familjen Thelastomatidae. Inga underarter finns listade i Catalogue of Life.